# Карловачка жупанија
Карловачка жупанија се налази у средишњој Хрватској. Карловачка жупанија граничи са двије сусједне државе: Републиком Словенијом и Федерацијом Босном и Херцеговином. Административно, политичко, господарско, културно и спортско средиште жупаније је град Карловац.  Према прелиминарним резултатима пописа из 2021. у жупанији је живело 112.596 становника.
Површина жупаније је 3.311 km² (5,9% укупне површине Хрватске).

## Становништво
Према попису из 2011. у жупанији је живело 128.899 становника.
| Попис 2011.‍           | Попис 2011.‍           | Попис 2011.‍ | Попис 2011.‍ | Попис 2011.‍ |
| --------------------- | --------------------- | ----------- | ----------- | ----------- |
|                       |                       |             |             |             |
| Хрвати                | Хрвати                |             | 110.996     | 86,11%      |
| Срби                  | Срби                  |             | 13.408      | 10,40%      |
| Албанци               | Албанци               |             | 340         | 0,26%       |
| Аустријанци           | Аустријанци           |             | 2           | 0,00%       |
| Бошњаци               | Бошњаци               |             | 986         | 0,76%       |
| Бугари                | Бугари                |             | 5           | 0,00%       |
| Власи                 | Власи                 |             | 0           | 0%          |
| Мађари                | Мађари                |             | 27          | 0,02%       |
| Македонци             | Македонци             |             | 92          | 0,07%       |
| Јевреји               | Јевреји               |             | 7           | 0,01%       |
| Италијани             | Италијани             |             | 11          | 0,01%       |
| Немци                 | Немци                 |             | 31          | 0,02%       |
| Пољаци                | Пољаци                |             | 12          | 0,01%       |
| Роми                  | Роми                  |             | 26          | 0,02%       |
| Румуни                | Румуни                |             | 3           | 0,00%       |
| Руси                  | Руси                  |             | 27          | 0,02%       |
| Русини                | Русини                |             | 6           | 0,00%       |
| Словаци               | Словаци               |             | 17          | 0,01%       |
| Словенци              | Словенци              |             | 277         | 0,21%       |
| Турци                 | Турци                 |             | 5           | 0,00%       |
| Украјинци             | Украјинци             |             | 20          | 0,02%       |
| Црногорци             | Црногорци             |             | 62          | 0,05%       |
| Чеси                  | Чеси                  |             | 19          | 0,01%       |
| остали                | остали                |             | 144         | 0,11%       |
| регионална припадност | регионална припадност |             | 9           | 0,01%       |
| верска припадност     | верска припадност     |             | 773         | 0,60%       |
| нераспоређено         | нераспоређено         |             | 12          | 0,01%       |
| неизјашњени           | неизјашњени           |             | 1.015       | 0,79%       |
| непознато             | непознато             |             | 567         | 0,44%       |
| укупно: 128.899       |                       |             |             |             |

Према попису становништва из 2001. године број становника у жупанији је био 141.787 (3,1% становништва Хрватске). Етнички састав је био следећи: Хрвати 84,3%, Срби 11%, Бошњаци 0,6% и други. Године 1991. жупанија је имала 184.577 становника (Хрвати 70,3%, Срби 22,7%). Између два пописа број Срба се смањио за око 25.000 (са око 39.000 на око 15.000).
Густина насељености је била 43 становника/km².

#### Број становника по пописима
| година пописа  | 2001.   | 1991.   | 1981.   | 1971.   | 1961.   | 1953.   | 1948.   | 1931.   | 1921.   | 1910.   | 1900.   | 1890.   | 1880.   | 1869.   | 1857.   |
| бр. становника | 141.787 | 184.577 | 186.169 | 195.096 | 202.431 | 201.748 | 194.643 | 213.633 | 188.824 | 197.959 | 194.294 | 188.904 | 172.220 | 175.170 | 165.697 |

## Политика
Тренутни жупан је Ивица Хорват (ХДЗ).
Скупштина (веће) је састављено од 44 посланика:
- Хрватска демократска заједница (HDZ) 16
- Социјалдемократска партија Хрватске (SDP) 11
- Хрватска сељачка странка (HSS) 6
- Хрватска социјално либерална странка (HSLS) 4
- Демократски Центар (DC) 3
- Хрватска странка права (HSP) 1
- Хрватска чиста странка права (HČSP) 1
- Хрватски блок (HB) 1
- независни кандидат 1